# Marcin Dorociński
Marcin Dorociński est un acteur polonais né le 22 juin 1973 à Milanówek.

## Filmographie

### Cinéma
- 1996 : Chamanka : l'étudiant sur la rue
- 1999 : Kilerów 2-óch : Mlody Wilk Jaroslaw
- 1999 : Chemins de traverse : Zbyszek
- 1999 : Krugerandy : Arek
- 2001 : Przedwiosnie : Lulek
- 2002 : Where Eskimos Live : Muzyk
- 2002 : Bez litosci : l'officier de l'UOP
- 2003 : Show : Roman
- 2003 : Nienasycenie : Général Niehyd-Ochluj
- 2004 : Vinci : Wilk
- 2005 : Pitbull : Slawomir Desperski
- 2005 : 1409. Afera na zamku Bartenstein : Bialy Rycerz
- 2006 : Beautiful : Dominik
- 2006 : Francuski numer : Mateusz
- 2006 : Wszyscy jestesmy Chrystusami : l'ange diabolique
- 2006 : Wstyd : Jan
- 2007 : Dzisiaj jest piatek : Maniek
- 2007 : Na boso : Robert
- 2007 : Ogród Luizy : Fabian Sawicki
- 2007 : Nie panikuj : le policier Rafalski
- 2008 : Rozmowy noca : Bartek
- 2008 : Boisko bezdomnych : Jacek Mróz
- 2008 : Kup teraz : un policier
- 2009 : Idealny facet dla mojej dziewczyny : Kostek
- 2009 : Milosc na wybiegu : Kacper
- 2009 : Tribulations d'une amoureuse sous Staline : Bronislaw Falski
- 2010 : Kvinden der drømte om en mand : Maciek
- 2010 : Piotrek Trzynastego : Terrarium
- 2011 : Fear of Falling : Tomasz Janicki
- 2011 : Róża : Tadeusz
- 2012 : Jestes Bogiem : le manager
- 2012 : Oblawa : Wydra
- 2012 : Milosc : Tomek
- 2012 : Drogówka : Lisowski
- 2014 : Pod mocnym aniolem : Borys
- 2014 : Jack Strong : Jack Strong
- 2014 : Serce, serduszko : Mirek
- 2015 : Moje córki krowy : Grzegorz
- 2016 : Na granicy : Konrad
- 2016 : Opération Anthropoid : Ladislav Vanék
- 2017 : Dræberne fra Nibe : Igor Ladpolny
- 2018 : Plan B : Mirek Dzieciol
- 2018 : Pitbull. Ostatni Pies : Slawomir Desperski
- 2018 : Hurricane : Witold Urbanowicz
- 2018 : 7 uczuc : Aldek
- 2018 : Zabawa, zabawa : Jerzy
- 2019 : Ciemno, prawie noc : Marcin Schwartz
- 2020 : Psy 3: W imie zasad : Wit
- 2020 : Magic Mountains : Voytek
- 2020 : Czarny mlyn : Tata Iwa i Meli
- 2020 : Bialy potok : Michal
- 2023 : Mission impossible : Dead Reckoning : Capitaine du Sebastopol
- 2025 : Mission: Impossible - The Final Reckoning : Capitaine du Sebastopol

### Télévision
- 1998-2015 : Teatr Telewizji : Maniek, David O. Selznick et autres personnages (13 épisodes)
- 2002 : Sfora : l'officier de l'UOP (4 épisodes)
- 2003 : Defekt : le manager du foyer (4 épisodes)
- 2004 : Camera Café : Julian (1 épisode)
- 2005-2006 : Fala zbrodni : Michal Wagner (30 épisodes)
- 2005-2008 : Pitbull : Slawomir Despero (31 épisodes)
- 2007 : Ekipa : Krzysztof Tobiasz (3 épisodes)
- 2007 : Tajemnica twizerdzy szyfrów : l'afghan (13 épisodes)
- 2007 : Hela w opalach : Roman Trojanski (8 épisodes)
- 2009-2010 : Tancerze : Krzysztof Nawojczyk (33 épisodes)
- 2011 : Bez tajemnic : Szymon Kowalczyk (9 épisodes)
- 2011-2013 : Gleboka woda : Wiktor Okullicki (25 épisodes)
- 2013 : Espions de Varsovie : Antoni Pakulski (4 épisodes)
- 2013 : Run : Piotr (1 épisode)
- 2015-2016 : Pakt : Piotr Grodecki (12 épisodes)
- 2016 : Cape Town : Christian Coolidge (6 épisodes)
- 2020 : Le Jeu de la dame : Vasily Borgov (5 épisodes)